# 前橋市立広瀬中学校
前橋市立広瀬中学校（まえばししりつ ひろせちゅうがっこう）は、群馬県前橋市後閑町にあった公立中学校。2021年に前橋市立春日中学校と統合して前橋市立明桜中学校が開校。それに伴い2021年3月31日に閉校した。

## 所在地
- 群馬県前橋市後閑町437番地1

## 沿革
- 2021年（令和3年）3月31日 - 閉校。

## 特色
小中連携推進モデル校
- 前橋市立広瀬小学校との連携
- ボランティア活動の推進
- 学校支援ボランティアの募集
- 伝統のあいさつと掃除

## 教育信条
「人を大切にする心を基本におき、どこまでも自己を高め、努力を継続する生徒を育てる。」

## 行事
- 入学式[2]
- 生徒総会
- 合唱コンクール
- 文化芸術体験
- 体育大会

- 持久走大会

- 尾瀬学校(1年生)
- 妙高自然教室(1年生)「スキー教室」
- 東京体験学習(2年生)
- 職場体験学習(2年生)
- 修学旅行(3年生)
- 有価物回収(通年)

## 成績
- 吹奏楽部 - 平成24年度中部地区吹奏楽コンクール 金賞受賞[3]

## 学区
- 広瀬町[4]
- 後閑町の一部
- 西善町の一部

## 周辺主要施設
- 前橋大島駅
- 広瀬団地